# Charles Garreau
Pour les articles homonymes, voir Garreau.
Charles Garreau est un journaliste, essayiste et ufologue français. 

## Biographie
Journaliste à France-Soir, il consacre ses premiers articles aux soucoupes volantes en 1950. En 1952, il donne les deux premières conférences radiophoniques sur ce sujet à Radio-Mont-Carlo. Son premier livre, Alerte dans le ciel ! (1954) constitue une synthèse des observations d'ovnis enregistrées jusqu'alors. Avec Jimmy Guieu et Aimé Michel, il fait partie de premiers membres de la Commission Ouranos fondée par Marc Thirouin. 

## Publications
- Alerte dans le ciel ! Documents officiels sur les objets volants non identifiés, préface de Marc Thirouin, Paris, Éditions du Grand damier, 1956 [1954] ; rééd. Nice, A. Lefeuvre, « Connaissance de l'étrange », 1981  (ISBN 2-902639-59-7)
- Soucoupes volantes, vingt ans d'enquêtes, Tours, Mame, 1971 ; nouvelle édition, 1972.
- avec Raymond Lavier, Face aux extra-terrestres : le dossier français des atterrissages (1947-1975), Paris, J.P. Delarge et Tours, Marne, 1975. En couverture : « 200 témoignages d'atterrissages » ; rééd. Paris, Le Livre de poche, 1978  (ISBN 2-253-02055-9)
- Le Dossier noir du cancer : ces condamnés qui auraient pu être sauvés, Nice, A. Lefeuvre, « J'accuse », 1980  (ISBN 2-902639-48-1)
- Nungesser et Coli : premiers vainqueurs de l'Atlantique, préface de Roland Nungesser, Paris, Acropole, 1990  (ISBN 2-7357-0133-6)